# Нітірен-сю

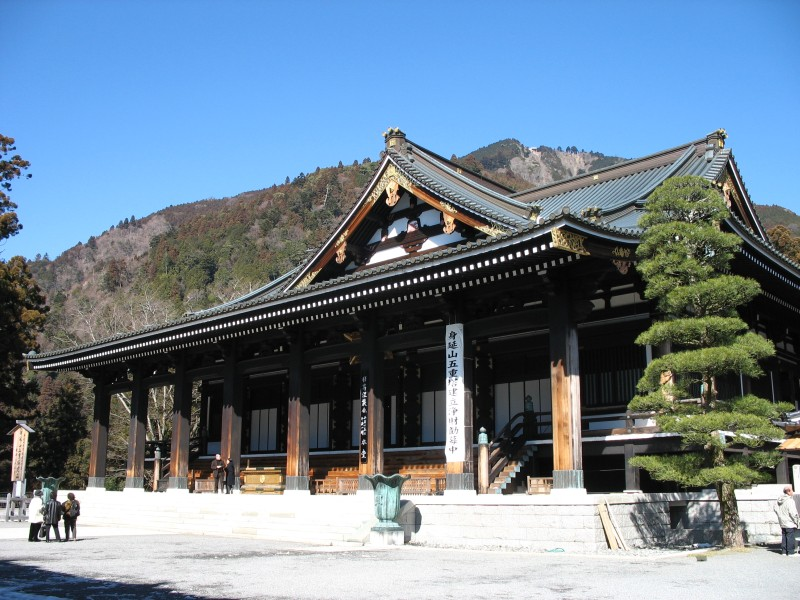
Головна зала монастиря Куендзі, центральної культової споруди секти Нітірен-сю.

Нітіре́н-сю́ (яп. 日蓮宗, にちれんしゅう, «Секта Нітірена») або Хокке-сю (яп. 法華宗, ほっけしゅう, «Секта Квітки Закону»)  — одна з буддистських сект махаяни в Японії. Заснована наприкінці 1253 року ченцем секти Тендай-сю, Нітіреном.
З усіх буддистських сутр у Нітірен-сю священним писанням вважається Сутра Лотоса (法華経).
Головним об'єктом поклоніння Дзьодо-сю є будда Шак'ямуні (Ґотама). Згідно з ученням постійна молитва «Навертаюся до Сутри Лотоса Вищого Закону!» дає людині спасіння, змогу вирватися з кола страждань і перероджень сансари, щоби досягти просвітлення.
Особливістю Нітерен-сю є прозелітизм, намагання у цьому світі встановити «Царство Будди». Протягом історії Японії секта неодноразово заборонялася через заперечення істинності інших вчень, а також агресивні методи проповідування, так звані сякуфуку.
Основною святинею Нітірен-сю є Мавзолей Нітірена у монастирі Куендзі.
Після смерті Нітірена секта розпалася на ряд течій і підсект:
- Нітірен-сю (日蓮宗)
- Нітірен-сьосю (日蓮正宗)
- Хокке-сю (法華宗)
- Кембон Хокке-сю (顕本法華宗)
- Нітірен-сю фудзю-фусе-ха (日蓮宗不受不施派)
- Хоммон-буцурю-сю (本門佛立宗)